# Euphorbia souliei
Euphorbia souliei là một loài thực vật có hoa trong họ Đại kích. Loài này được Sennen mô tả khoa học đầu tiên năm 1917.